# Bund Bayern und Reich
Der Bund Bayern und Reich war ein paramilitärischer Dachverband in Bayern, der von 1922 bis 1929 existierte. Er strebte den Wiederaufbau des Deutschen Reichs über die Monarchie mit Bismarck’scher Reichsgestaltung an und hielt enge Kontakte zur Reichswehr. Unter dem Vorsitz Otto Pittingers entwickelte er sich bis Mitte 1922 zur stärksten paramilitärischen Vereinigung in Bayern. 1929 ging er im Stahlhelm, Bund der Frontsoldaten auf.

## Vorgeschichte
Nach dem Ende des Ersten Weltkriegs wurde das Deutsche Reich im Friedensvertrag von Versailles zur Einhaltung strikter Bestimmungen verpflichtet. Die Stärke der Reichswehr wurde auf maximal 100.000 Mann festgelegt, deren Waffenvorräte wurden auf 102.000 Gewehre und 40,8 Millionen Gewehrpatronen beschränkt. Militärische Vereine wurden verboten.
Vor diesem Hintergrund entstand im Mai 1919 mit der Umbildung des Freikorps Chiemgau in Rosenheim die erste bayerische Einwohnerwehr, die in Zusammenarbeit mit staatlichen Behörden für die Aufrechterhaltung der öffentlichen Ordnung sorgen sollte. Im September jenes Jahres wurden die lokalen Wehren zum Landesverband der Einwohnerwehren Bayerns zusammengefasst. Zwischen der bayerischen Regierung, der Reichsregierung und der Entente, die die Entwaffnung auch der deutschen Zivilbevölkerung forderte, waren die Einwohnerwehren 1920/21 ein dauernder Streitpunkt. Im Juni 1921 wurden sie endgültig verboten. Die wichtigsten Förderer des Wehrgedankens in der bayerischen Regierung und der Reichswehr, vor allem Ministerpräsident Gustav von Kahr selbst, wollten jedoch keinesfalls auf ein paramilitärisches Instrument der Ordnungssicherung und des – geheimen – Wehrersatzes verzichten.
Der Sanitätsrat Otto Pittinger, bislang oberpfälzischer Kreishauptmann und Chef des Landesbüros der Einwohnerwehr, wurde mit der geheimen Fortführung der Wehrarbeit betraut. Am Tag nach der offiziellen Auflösung der bayerischen Einwohnerwehren gründete er am 22. Juni 1921 die Organisation Pittinger. Zweck dieser Kaderorganisation sollte sein, die gesamte – nun illegale – Wehrarbeit in Bayern zu koordinieren und so die Verbände für eine im (außen- oder innenpolitischen) „Ernstfall“ notwendige Heeresergänzung oder Polizeiverstärkung bereitzuhalten.
Zahlreiche kleinere Wehrverbände stellten Pittingers Anspruch auf eine übergeordnete Leitung der gesamten bayerischen Wehrbewegung bald infrage. Um ihm den Rücken zu stärken, einigten sich die Staatsregierung und die „Bayerische Reichswehr“ im April 1922 auf die Gründung eines offiziellen Wehrverbands.

## Geschichte

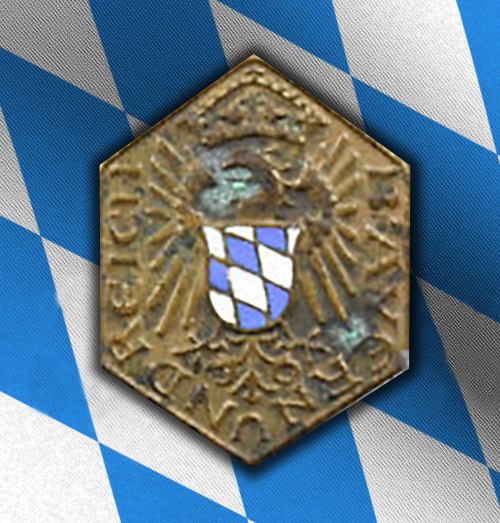
Mitgliedsabzeichen

Am 27. Juni 1922 fand unter Pittinger die erste öffentliche Sitzung der Landesleitung des Bunds Bayern und Reich statt. Dieser vertrat föderalistisch-monarchische Ziele und strebte ein Großdeutschland auf „christlich-völkischer“ Basis an. Nur so könne Deutschland nach innen (von der „Diktatur von Marxismus und Finanzkapital“) und nach außen (von den „Fesseln des Versailler Vertrages“) befreit werden. Die Mitgliedschaft im Bund war auf „Arier“ beschränkt.
Durch gezielte Agitations- und Wehrbearbeit wurde in den Jahren 1922/23 vor allem das ländliche Bayern auf breiter Basis erfasst und in zehn Kreisen und 51 Gauen straff organisiert. Schwaben und die Oberpfalz waren regionale Schwerpunkte; Franken, insbesondere das überwiegend protestantische Mittelfranken, war eher schwach vertreten. Auf dem Höhepunkt seiner Wirksamkeit im Sommer 1923 zählte der Bund ca. 56.700 Mitglieder.
Anlässlich des Begräbnisses des letzten bayerischen Monarchen Ludwig III. kamen im November 1921 Gerüchte um einen von Pittinger geplanten „Königsputsch“ auf. Im Sommer 1922 kam es dann zu konkreten Putschplänen. Am 24. Juni jenes Jahres, dem Tag der Ermordung Walther Rathenaus, erließ Reichskanzler Friedrich Ebert die Republikschutz-Verordnung, die vier Wochen später in das Republikschutzgesetz mündete. Dies rief in Bayern eine Welle der Empörung hervor, an deren Spitze sich die „vaterländischen“ Verbände stellten. Pittinger, Ernst Röhm und der Münchner Polizeipräsident Ernst Pöhner gedachten, eine Demonstration aller Bünde am 25. August zu einem Putsch gegen die bayerische Staatsregierung zu nutzen. Angesichts des Verbots der Veranstaltung durch die Staatsregierung blieb Pittinger dann aber passiv.
Den Einmarsch der Franzosen in das Ruhrgebiet nahmen die radikalen Kräfte der vaterländischen Bewegung um Röhm und Adolf Hitler zum Anlass, sich im Januar 1923 von dem zaudernden Pittinger zu trennen. Am 30. Januar 1923 traten die Radikalen um Röhm aus dem regierungsnahen Bund Bayern und Reich aus. Fünf Tage später gründete sich unter Röhms Leitung in München die Arbeitsgemeinschaft der Vaterländischen Kampfverbände, der unter anderem der Kreis Niederbayern des Bunds Bayern und Reich beitrat. Damit war die Spaltung der vaterländischen Bewegung vollzogen.
Am 26. September 1923 wurde der ehemalige Ministerpräsident Gustav von Kahr als Generalstaatskommissar eingesetzt. In Verbindung mit radikalkonservativen Kreisen in Nord- und Westdeutschland wollte er die Reichsregierung stürzen und durch ein Direktorium mit Kräften aus Industrie, Landwirtschaft und Militär ersetzen. Pittinger stand mit seiner Organisation hinter den Plänen Kahrs und wartete auf dessen Signal für einen „Marsch auf Berlin“. Der Hitlerputsch im November 1923 machte jedoch Kahrs Pläne zunichte. An diesem Umsturzversuch blieb der Bund Bayern und Reich im Wesentlichen unbeteiligt,  forderte aber tags darauf in einer Resolution, eine nationale Diktatur unter Beteiligung aller vaterländischen Verbände auszurufen.
Auf Hitlers gescheiterten Putsch vom 8. und 9. November 1923 reagierte die bayerische Staatsregierung am 1. Dezember 1923 mit der Weisung, alle vaterländischen Verbände zu entwaffnen. Der Bund Bayern und Reich löste daraufhin am 31. Januar 1924 seine Wehrorganisation auf und empfahl seinen Mitgliedern den Beitritt zum Deutschen Notbann.
In den folgenden Diskussionen um die Neuausrichtung des Bundes konnte sich Pittinger mit seiner vergleichsweise moderaten Linie durchsetzen. Die am 13. April 1924 veröffentlichte neue Verfassung des Bunds Bayern und Reich enthielt den Verzicht auf eigene paramilitärische Formationen. Unter klarer Abgrenzung von radikalvölkischen Kräften sollte der Schwerpunkt der Aktivitäten fortan auf die Propaganda- und Schulungsarbeit verlagert werden. In der Folgezeit entwickelte sich der Bund im Wesentlichen zu einer rein politischen Organisation, die der Bayerischen Volkspartei (BVP) zuarbeitete.
Da der Bund seinen ursprünglichen Zweck, die Wehrertüchtigung, nicht mehr verfolgen konnte, begann Ende 1924 ein langer Verfallsprozess. Die Mitgliederzahl sank kontinuierlich, und ganze Ortsgruppen wurden inaktiv. Nach dem Tod Pittingers im August 1926 übernahm Otto von Stetten dessen Führung. Im folgenden Jahr gab es erste Verhandlungen mit dem in Norddeutschland sehr erfolgreichen Stahlhelm, Bund der Frontsoldaten, die zunächst scheiterten, da die Stahlhelm-Führung die volle Unterstellung des Bundes Bayern und Reich forderte. Erst der Tod des bayerischen Stahlhelm-Führers Carl von Wäninger ermöglichte 1929 neue Verhandlungen. Dem Bund wurde nun der Erhalt seiner Organisationsstrukturen innerhalb des Stahlhelms zugestanden; der so geschaffene neue Verband Stahlhelm in Bayern konstituierte sich am 22. Februar 1930.
Dennoch wandten sich viele der alten Mitglieder wegen dessen „Verpreußung“ nun endgültig vom Bund Bayern und Reich ab und wechselten zu der Ende 1928 gegründeten, betont bayerisch-föderalistischen Konkurrenzorganisation Bayerischer Heimatschutz. Im Jahr 1935 wurde der zuletzt von Robert von Xylander innerhalb des Stahlhelms geführte Bund aufgelöst.